# Barbara Tennant
Pour les articles homonymes, voir Tennant.
Barbara Tennant, née à Londres le 19 mai 1892 et morte le 18 mars 1982 est une actrice britannique du cinéma muet.

## Biographie
Barbara Tennant est née à Londres où elle a commencé à se produire,. Elle s'est installée en Amérique du Nord en tant que jeune actrice et danseuse avec la compagnie Ben Greet, et a vécu à Montréal tout en tournant dans diverses productions théâtrales,.
Tennant apparaît dans plus d'une centaine de films muets, dont beaucoup de courts métrages, entre 1912 et 1928. Son premier film est Chamber of Forgetfulness (1912), et son dernier film est A Jim Jam Janitor (1928). D'autres apparitions notables sont le rôle de Marian dans une adaptation de Robin des Bois (1912) avec Alec B. Francis et George Larkin, dans Into the Wilderness (1914) et The Price of Malice (1916), tous deux réalisés par Oscar A. C. Lund,, dans le rôle principal de M'Liss (1915), basé sur une histoire de Bret Harte, The Better Wife (1919), avec Clara Kimball Young, dans Capitaine Janvier (1924), avec Baby Peggy, et dans The Devil Dancer (1927), avec Anna May Wong.
Tennant a travaillé aux studios Eclair à Fort Lee dans le New Jersey, entre 1911 et 1915 En 1919, elle était installée à Los Angeles, travaillant avec le producteur Jesse Hampton. Elle a été malade pendant quelques années, ce qui a effectivement freiné sa carrière, bien qu'elle ait fait un retour en 1922, et qu'elle soit apparue dans des films jusqu'en 1931. « J'aime tellement tout ça », a-t-elle expliqué. « Je ne peux pas le quitter. ».
Tennant joua dans l'un des premiers films rejetés par le British Board of Film Classification en 1913, lorsqu'elle incarna la Vierge Marie dans The Crimson Cross, violant apparemment les règles concernant la représentation des personnages religieux.
En 2011, le gouvernement russe a offert à la Bibliothèque du Congrès dix films muets américains, jusque-là considérés comme perdus. L'un de ces films, Circus Days (1923), mettait en vedette Tennant et Jackie Coogan,.

## Filmographie partielle
- 1912 : Robin Hood de Étienne Arnaud et Herbert Blaché : Marianne
- 1914 : Across the Pacific de Edwin Carewe : non créditée
- 1916 : The Closed Road de Maurice Tourneur : Julia Annersley
- 1919 : The Better Wife de William P. S. Earle : Mrs. Kingdom
- 1922 : Bulldog Courage d'Edward A. Kull
- 1923 : L'Enfant du cirque (Circus Days) de Edward F. Cline : Ann Tyler
- 1923 : Épaves humaines (You Can't Get Away with It) de Rowland V. Lee : Jane Mackie
- 1924 : Capitaine Janvier (Captain January) de Edward F. Cline : Lucy Tripp
- 1924 : Poisoned Paradise de Louis Gasnier : Mme Kildair
- 1925 : Borrowed Finery de Oscar Apfel : Lilly